# Joey Pollari
Joey Pollari (* 9. April 1994 in Minnesota) ist ein US-amerikanischer Schauspieler, bekannt durch seine Rolle des Tyler im Disney-XD-Fernsehfilm Skyrunners. 

## Leben
Joey Pollari startet seine Schauspielkarriere, als er mit seiner Mutter eine Scouting-Veranstaltung in Minneapolis besuchte. In den folgenden Tagen erhielt er Anrufe von Agenten, die ihn vertreten wollten. Er nahm Schauspielunterricht am Stagecoach Theatre Arts. Joey erschien in Musical Produktionen am Guthrie Theater in Minneapolis, am Ordway Center for the Performing Arts in Saint Paul und dem SteppingStone Theatre for Youth Development, welches sich ebenfalls in Saint Paul befindet. 
Am 30. April 2006 erschien Pollari in der Episode Das Leben danach, der Krimiserie Cold Case – Kein Opfer ist je vergessen. Die Walt Disney Company engagierte ihn für den Fernsehfilm Skyrunners, in welchem es um zwei Brüder geht, die in ein Raumschiff stolpern, welches von dem FBI und Außerirdischen gesucht wird. Der Film, welcher in Neuseeland gedreht wurde, feierte am 27. November 2009 auf dem US-Fernsehkanal Disney XD Premiere. 2010 war er im Fernsehfilm Die Tochter von Avalon an der Seite von Brittany Robertson und Molly C. Quinn in der Hauptrolle des Miles zu sehen.
2014 spielte Pollari an der Seite von YouTube-Star Joey Graceffa in einem Kurzfilm namens Ethereal.

## Filmografie
- 2006: Cold Case – Kein Opfer ist je vergessen (Cold Case, Fernsehserie, Gastauftritt)
- 2009: Skyrunners (Fernsehfilm)
- 2010: Die Tochter von Avalon (Avalon High, Fernsehfilm)
- 2012: The Inbetweeners (Fernsehserie)
- 2014: Etheral (Kurzfilm)
- 2018: Love, Simon
- 2019: The Obituary of Tunde Johnson